# Sălbăticie
Sălbăticie sau teren sălbatic este un mediu natural pe Pământ care nu a fost modificat semnificativ de activitatea umană. De asemenea, poate fi definit ca: „Zonele naturale sălbatice cele mai intacte, nedeteriorate, lăsate pe planeta noastră - acele locuri cu adevărat sălbatice pe care oamenii nu le controlează și nu s-au dezvoltat cu drumuri, conducte sau alte infrastructuri industriale.” Termenul se referă în mod tradițional la mediile terestre, deși o atenție sporită se acordă sălbăticiei marine. Hărți recente ale sălbăticiei sugerează că acoperă aproximativ un sfert din suprafața terestră a Pământului, dar este degradată rapid de activitatea umană. Chiar și mai puțină sălbăticie rămâne în ocean, cu doar 13,2% liberă de activitate umană intensă.
Unele guverne le stabilesc prin lege sau acte administrative, de obicei în terenuri care nu au fost modificate în mare măsură de acțiunea umană. Caracteristica principală a acestora este că activitatea motorizată umană este semnificativ limitată. Aceste acțiuni încearcă nu numai să păstreze ceea ce există deja, ci și să promoveze și să promoveze o expresie și dezvoltare naturală. Zonele sălbatice pot fi găsite în rezervații, zone conservate, păduri naționale, parcuri naționale și chiar în zonele urbane de-a lungul râurilor, viroagelor sau a zonelor nedezvoltate în alt mod. Aceste zone sunt considerate importante pentru supraviețuirea anumitor specii, biodiversitate, studii ecologice, conservare, singurătate și recreere. Sălbăticia este foarte apreciată din motive culturale, spirituale, morale și estetice. Unii autori spun că zonele de sălbăticie sunt vitale pentru spiritul uman și creativitate. Ele pot, de asemenea, să păstreze trăsături genetice istorice și să ofere un habitat pentru flora și fauna sălbatică care ar putea fi dificil de reconstituit în grădini zoologice, arboretum sau laboratoare.

## Legături externe
- IUCN Category 1a: Strict Nature Reserve
- IUCN Category 1b: Wilderness Areas

- The Wilderness Society
- Wilderness Information Network
- Wilderness Articles, Survival Techniques, Edible Plants Arhivat în 23 octombrie 2020, la Wayback Machine.
- Aldo Leopold Wilderness Research Institute
- Wilderness Task Force/World Commission on Protect Areas Arhivat în 15 mai 2008, la Wayback Machine.
- Campaign for America's Wilderness Arhivat în 20 noiembrie 2009, la Wayback Machine.„American Wilderness Philosophy”. Internet Encyclopedia of Philosophy⁠(d).

### Definiții
- Detailed maps of United States wilderness designations Arhivat în 16 martie 2012, la Wayback Machine.
- What is Wilderness? - Definition & discussion of wilderness as a human construction
- Wilderness and the American Mind Arhivat în 25 ianuarie 2019, la Wayback Machine. - by Roderick Nash
- The Trouble with Wilderness; or, Getting Back to the Wrong Nature by William Cronon.

- Wilderness Protected Areas: Management Guidelines for IUCN Category 1b Protected areas - Definition, Governance, Management, and Evaluation of Wilderness Areas